# Київсимфанс
Київсимфанс (скорочення від Київський симфонічний ансамбль) — симфонічний оркестр без диригента, що існував у Києві з 1926 по 1929 рік. Заснований за зразком московського Персимфансу — першого професійного симфонічного оркестру без диригента, заснованого в 1922 році. За його прикладом організовувалися інші оркестри як в СРСР, так і за кордоном. За час свого існування Київсимфанс встиг дати близько двадцяти концертів. З усіх інших послідовників московського оркестру, що виникли в СРСР в 1920-х роках, київський ансамбль проіснував довше інших.
Музиканти репетирували і виступали у вільний від основної роботи час на громадських засадах і заробітну плату не отримували. Перший концерт створеного колективу пройшов 18 березня 1926 року. У його програмі значилися симфонічні твори Василя Калинникова, Ференца Ліста, Людвіга Ван Бетховена.